# Вулверін (Мічиган)
Вулверін (англ. Wolverine) — селище (англ. village) в США, в окрузі Чебойган штату Мічиган. Населення — 309 осіб (2020).

## Географія
Вулверін розташований за координатами 45°16′25″ пн. ш. 84°36′20″ зх. д. / 45.27361° пн. ш. 84.60556° зх. д. (45.273593, -84.605544).  За даними Бюро перепису населення США в 2010 році селище мало площу 2,56 км², з яких 2,54 км² — суходіл та 0,02 км² — водойми.

## Демографія
Згідно з переписом 2010 року, у селищі мешкали 244 особи в 94 домогосподарствах у складі 64 родин. Густота населення становила 95 осіб/км².  Було 146 помешкань (57/км²).
Расовий склад населення:
| - 94,3 % — білих - 0,8 % — азіатів |

До двох чи більше рас належало 4,9 %. Частка іспаномовних становила 1,2 % від усіх жителів.
За віковим діапазоном населення розподілялося таким чином: 27,0 % — особи молодші 18 років, 57,4 % — особи у віці 18—64 років, 15,6 % — особи у віці 65 років та старші. Медіана віку мешканця становила 40,3 року. На 100 осіб жіночої статі у селищі припадало 86,3 чоловіків;  на 100 жінок у віці від 18 років та старших — 89,4 чоловіків також старших 18 років.
Середній дохід на одне домашнє господарство  становив 35 008 доларів США (медіана — 31 429), а середній дохід на одну сім'ю — 39 482 долари (медіана — 42 500). Медіана доходів становила 28 750 доларів для чоловіків та 25 000 доларів для жінок. За межею бідності перебувало 36,0 % осіб, у тому числі 53,3 % дітей у віці до 18 років та 11,9 % осіб у віці 65 років та старших.
Цивільне працевлаштоване населення становило 91 осіб. Основні галузі зайнятості: будівництво — 25,3 %, роздрібна торгівля — 24,2 %, освіта, охорона здоров'я та соціальна допомога — 17,6 %, мистецтво, розваги та відпочинок — 14,3 %.